# Richard Spiegelburg
Richard Spiegelburg (Georgsmarienhütte, 12 agosto 1977) è un astista tedesco.

## Biografia
Nel 1999 ha vinto la medaglia d'oro nel salto con l'asta alla XX Universiade di Palma di Maiorca.
Ha preso parte ai Campionati del mondo di atletica leggera 2001 di Edmonton e ai Campionati europei di atletica leggera indoor 2002 di Vienna.
Non essendo riuscito a qualificarsi per i Campionati europei di atletica leggera 2002 di Monaco di Baviera, si è temporaneamente ritirato dall'attività sportiva: è tornato a gareggiare nel 2005, partecipando alla XXIII Universiade di Smirne.
Nel 2006 ha partecipato ai Campionati europei di atletica leggera di Göteborg.